# منتخب أستراليا لكرة القاعدة
منتخب أستراليا الوطني لكرة القاعدة (بالإنجليزية: Australia national baseball team)‏ هو ممثل أستراليا الرسمي في المنافسات الدولية في كرة القاعدة .